# Bigotière
Die Bigotière (französisch: Ruisseau de la Bigotière) ist ein kleiner Fluss in Frankreich, der in der Region Normandie verläuft. Sie entspringt unter dem Namen Ruisseau de la Forêt de Chaumont im äußersten Norden der Gemeinde Chaumont, entwässert generell Richtung Nordnordost, nennt sich später auch noch Ruisseau du Grand Fossé und versickert bei Notre-Dame d’Aunay (Gemeinde Saint-Germain-d’Aunay) im Untergrund. Erst nach etwa 6,5 km findet sie unter dem Namen Bigotière wieder an die Oberfläche und mündet nach insgesamt rund 17 Kilometern im Gemeindegebiet von La Folletière-Abenon als linker Nebenfluss in den Orbiquet. Auf ihrem Weg berührt die Bigotière die Départements Orne und Calvados.

## Koordinaten
- Versickerungspunkt: 48° 55′ 12″ N, 0° 21′ 37″ O
- Wiederaustrittspunkt: 48° 58′ 13″ N, 0° 23′ 55″ O

## Orte am Fluss
(Reihenfolge in Fließrichtung)
- La Gâtine, Gemeinde Sap-en-Auge
- Le Sap, Gemeinde Sap-en-Auge
- Notre-Dame d’Aunay, Gemeinde Saint-Germain-d’Aunay
- Le Hamel, Gemeinde Avernes-Saint-Gourgon
- Saint-Aubin-de-Bonneval
- Le Val, Gemeinde La Folletière-Abenon
- La Bigotière, Gemeinde La Folletière-Abenon